# Ivan el Terrible (pel·lícula)
Ivan el Terrible (original rus: Иван Грозный, Ivan Grozni) és una pel·lícula soviètica (1942-1946) de Serguei Eisenstein. Ha estat doblada al català.

## El personatge històric d'Ivan el Terrible
Ivan IV de Rússia, anomenat Ivan el Terrible, va néixer el 1530. A la mort del seu pare Vassili III el 1533, es converteix en Gran Príncep de Rússia. Esperant la seva majoria d’edat, la seva mare Ielena Glínskaia assegura la regència. Aquesta mor el 1538, deixant l’Estat als boiars que intenten prendre el poder. El 1547, Ivan IV arriba a la majoria d’edat; és el primer gran príncep moscovita a ser oficialment coronat tsar. El mateix any, es casa amb Anastassia Romànovna de la família dels Romànov. S'envolta de fidels consellers i es manté al marge de la noblesa a causa de la revolta dels nobles durant la seva infantesa. Reuneix el primer zemski sobor, que és una mena d’estats generals. Reorganitza el país i reforça la seva posició autocràtica prenent poders als boiars i a l’Església.
El 1550, llança una reforma del sistema administratiu i judicial: crea direccions unificades per a les finances, els afers exteriors i la guerra; limita els poders dels voivodes, els governadors de províncies El 1560, intenta una nova reforma sobre l’administració local i el sistema fiscal que són reorganitzats, sobretot en detriment dels boiars que es veuen privats de les taxes que sempre han tingut el dret d’extreure dels impostos recollits per ells per al tsar. El 1564, Ivan IV abdica i marxa de Moscou amb una part de la cort. Però algunes setmanes més tard sota la pressió popular, accepta tornar al tron. El 1565, pren una part de la Moscòvia a títol personal i la dirigeix ell mateix per redistribuir-la als seus més fidels partidaris, creant així nous funcionaris, els oprítxniks.
Els boiars descontents amb la seva pèrdua de poder maquinen contra el Tsar que els exterminarà sense pietat, cosa que li val el sobrenom d'«Ivan el Terrible». El 1552, els exèrcits moscovites han conquerit i han annexat el regne tàtar de Kazan i Astrakhan que es converteixen en territoris russos el 1556. Pacifica les fronteres de l’Est de Rússia. Autoritza les relacions comercials entre Anglaterra i Rússia.
Sovint excessiu i cruel, Ivan IV funda una Rússia forta i crea un model de poder suprem per als tsars.

## Argument
Primera part
La pel·lícula comença amb els fastos de la coronació del gran príncep de Moscòvia, Ivan Vassílievitx, des d'aleshores tsar de Moscòvia i senyor absolut de totes les Rússies. Un cop coronat, el nou tsar proclama la seva ferma voluntat d'unificar el regne, si cal per la força. Els poderosos boiars són convidats a sotmetre's a la seva autoritat. Una nova institució, els streltsí, és creada com a braç armat del tsar. Finalment s'exigirà contribucions financeres, incloent-hi els rics monestirs. Aquestes són les condicions que, segons el tsar, permetran a Rússia retrobar la integritat de les seves terres i la seva grandària passada com tercera Roma. El discurs del tsar és acollit molt alegrement. Els ambaixadors polonesos estan descontents. La tia d'Ivan, l'ambiciosa Iefrossínia Stàritskaia que somnia de veure el seu fill Vladímir -un senzill d'esperit- al lloc d'Ivan, promet secretament casaments ben particulars al tsar, per Sant Simeó.
Les festivitats de les noces d'Ivan i d'Anastassia van per bon camí. Tanmateix dos dels amics del tsar conspiren. El príncep Andrei Kurbski pensa que el matrimoni l'allunyarà d'Ivan (i secretament d'Anastassia). Fiódor Kolitxov pensa retirar-se en un monestir, tement que el tsar no vagi massa lluny en les reformes. En resposta, una multitud d'avalotadors dirigits pel clan d'Efrossínia irromp en ple banquet. Gràcies a la seva alta estatura i la seva autoritat natural, Ivan aconsegueix calmar la multitud i explica la gran causa que persegueix: aconseguir el domini del regne, aixafar sense pietat tota sedició, afavorir el treball i el comerç. La multitud és conquerida, entusiasta. Llavors un representant del Khan de Kazan desafia el tsar. Trencant la seva amistat amb Moscòvia, Kazan convida el tsar a sotmetre's o a suïcidar-se. És massa. Ivan jura rentar l'afront i acabar amb Kazan. Sense esperar, la multitud marxa al combat: tots a Kazan!
L'exèrcit d'Ivan s'instal·la davant la ciutadella de Kazan, sota la qual es cava una galeria. Després porten bótes de pólvora a la galeria. Les bótes són enllaçades per un sistema de metxes. S'encenen les metxes. Formidables explosions sacsegen la ciutadella. La cavalleria càrrega, sota l'ordre de Kurbski. Els canons disparen. La ciutadella cedeix ràpidament. La victòria d'Ivan és total i li dona ara una legitimitat incontestable.
Ivan ha tornat a Moscou. El temps ha passat. Anastassia li ha donat un fill, Dmitri. Desgraciadament, Ivan cau malalt. Quasi moribund, fa venir l'arquebisbe per rebre l'extremunció. Seria un just càstig de Déu, com pensa Iefrossínia?
Abans d'anar-se del món, Ivan demana a tots que jurin jurament al seu fill Dmitri. Amb horror, veu els boiars que esquiven la seva mirada, successivament i sense dir res. El tsar s'enfonsa. Tots pensen ara en el post-Ivan. Sembla arribada l’hora de prestar jurament, no a Dmitri, sinó a Vladímir, el fill d'Iefrossínia. Només el príncep Kurbski vacil·la encara, ja que s'adona que un projecte més ambiciós és al seu abast: accedir al tron casant-se amb la tsarina Anastassia. Però té un pressentiment. No han enterrat Ivan una mica massa de pressa? S'adona que Ivan no és mort i determina llavors una acció audaç: prestar jurament davant tots els boiars reunits no a Vladímir sinó al tsarevitx Dmitri! Les seves paraules consternen l'assemblea, però arriben a les orelles d'Ivan que, havent reprès algunes forces, s'ha aixecat del seu llit d'agonitzant i fa una aparició inesperada.
L'audàcia del príncep paga la pena. Korbski rep d'Ivan una missió de gran importància: alliberar les terres russes de l'Oest. Pel que fa a les terres meridionals, la seva defensa és confiada a Aleksei Basmànov, enemic jurat dels boiars. Iefrossínia i els boiars s'han reunit per examinar la situació. Se senten oprimits pel poder autocràtic d'Ivan. Tenen por. Ivan ja no els escolta. Pitjor, atorga la seva confiança a Basmànov, un home sortit del no res. Per completar-ho, el metropolità els anuncia que Ivan l'ha dimitit del seu títol i l'envia a Novgorod. Cal reaccionar. Cal dominar i debilitar Ivan. Pel que fa a Iefrossínia, es proposa ocupar-se ella mateixa d'Anastassia.
Del costat del tsar, les notícies no són bones. Els vaixells anglesos estan bloquejats per la lliga Hanseàtica i no poden comerciar amb Rússia. En resposta Ivan els convidarà a prendre la via septentrional del mar Blanc. Però què fer davant la traïció dels senyors feudals boiars que lliuren les ciutats meridionals al kan de Crimea? La resposta ha de ser despietada, com havia promès. Els traïdors seran desposseïts de les seves terres. I per acabar, els feus hereditaris! Les terres no seran donades d'ara endavant més que per serveis a l'Estat. Iefrossínia, espantada per aquestes últimes decisions, decideix passar a l'acció. Enverina Anastassia. Pla diabòlic, ja que és Ivan qui portarà sense saber-ho la copa mortal a Anastassia.
Al peu del cadafal d'Anastassia, Ivan és aniquilat. Maliuta, el seu fidel servidor, li llegeix les últimes notícies, una llista de noves traïcions i de noves sedicions. Fins i tot el príncep Kurbski, el seu amic, l’ha traït. Acaba de passar al servei del rei de Polònia Segimon. Ferit en el més profund d'ell mateix, Ivan vol reaccionar. Li queden encara alguns amics, i entre ells Fiódor Kolitxov a qui fa tornar del seu monestir. Hi ha també Maliuta Basmànov i el seu fill Fiódor, que el fan comprendre que s'ha de suportar en homes nous, "l'anell de ferro", que el protegeixin. Però Ivan veu molt més lluny: recolzar-se en el poble i obtenir-ne una nova legitimitat. Per això se n'haurà d'anar de Moscou a Aleksàndrov on esperarà la crida del poble.
El poble és informat de la sortida del tsar cap a Aleksàndrov. Els homes són cridats a formar la guarda personal del tsar. La crida del tsar ha estat entesa. Una immensa processó es presenta al retir d'Aleksàndrov del tsar. Ivan s'inclina respectuosament davant la multitud, que, al seu torn, s'agenolla. És el moment per Ivan de tornar a Moscou.
Segona part
La conjura dels boiars.
Som al tribunal del rei de Polònia Segimon. El rei condecora al príncep Kurbski que acaba de trair la causa russa. El príncep afirma que els boiars faran tornar aviat el tsar reclús a Aleksàndrov. Diu estar a punt per pujar al tron. El rei troba preferible trencar la unitat russa tornant el poder als boiars i exposa amb entusiasme els seus projectes ambiciosos d'expansió a l'est.
De sobte, un missatger arriba. Consternació: Ivan marxa sobre Moscou! A Moscou, davant els boiars reunits, Ivan anuncia que l'essencial de les terres tornarà als boiars -és la zémsxina- mentre administrarà la resta amb la seva guarda personal, l'opritxnina. Fiódor Kolitxov, esdevingut el monjo Filipp, fet la seva aparició. Renya severament el tsar per al seu autoritarisme. Ivan vol justificar-se. Tornem a l'adolescència d'Ivan, en aquell temps on els boiars governaven en el seu nom. Revisem l'enverinament de la seva mare, les maniobres dels boiars, la seva hipocresia i la seva arrogància. El jove Ivan va jurar llavors ser un tsar autòcrata, desfent-se dels boiars. Tornem al tsar Ivan. Fa el balanç de la seva acció. Ha aconseguit assentar la seva autoritat recolzant-se en el poble i la defensa ara gràcies a l'oprítxnina. Però se sent molt sol. Anastassia ja no hi és. Kurbski l'ha traït. Necessita amics. Suplica a Kolitxov que no l'abandoni. Per vèncer la reticència de Kolitxov-Filipp, que és del costat dels boiars, li proposa el títol de metropolità i li concedeix fins i tot el dret d'intercedir a favor dels condemnats.
Maliuta, esdevingut oprítxnik i ànima condemnada d'Ivan, retreu al tsar la seva feblesa envers el nou metropolità Filipp. Comprèn el sofriment d'Ivan i vol alleujar-lo una mica del pes del poder. Ivan accepta però sent en ell un cert malestar. En presència de Fiódor Basmànov, fill d'Aleksei Basmànov, el tsar s'adona que Anastassia ha estat potser enverinada, i que és ell que li va portar la copa enverinada, copa presentada per Iefrossínia. Pesen ara terribles sospites sobre la tia del tsar. Però calen encara proves.
Maliuta no perd temps. Agafa a tres dels pares del metropolità Filipp. En una paròdia, pretén que Ivan els acusi de fellonia i que els condemni a ser decapitats. Maliuta executa ell mateix la decapitació. Ivan arriba, contempla l'escena i s'inclina davant els cossos. L'hora és greu. Davant els tres taüts, una multitud es recull. Filipp medita. Sota la pressió de l'arquebisbe Pimen i d'Iefrossínia, decideix passar a l'acció. El seu pla és ser mestre d'Ivan en una cerimònia religiosa, l'endemà, a la catedral.
La cerimònia evoca el mite dels tres adolescents Ananies, Azaries i Misael, que un àngel ha salvat misteriosament de la foguera encesa sobre ordre del "tsar pagà" Nabucodonosor II. L'al·lusió als Kolitxov i a Ivan és clara. Ivan fa la seva entrada a la catedral, acompanyat dels seus oprítxniks. S'inclina davant Filipp i li demana la benedicció. Filipp s'atura. Els dos es desafien mútuament. Filipp exigeix la supressió de l'opritchnina. Ivan li mana callar, després veu en la reacció d'Iefrossínia la confessió de la seva culpabilitat.
Boig de dolor, Ivan preveu que serà com d'aleshores endavant el coneixeran: terrible. En companyia dels boiars, Iefrossínia i l'arquebisbe Pimen examinen la situació. Filipp és detingut. Està perdut. Després d'ell Ivan atacarà els altres. No queda més que una sola solució: matar Ivan. Per això, l'arquebisbe designa Piotr Volínets, un fanàtic. Esperant l'assassinat del tsar, què fer en relació amb Filipp? El cínic arquebisbe Pimen no vacil·la a sacrificar-lo com a futur sant i màrtir. Continuat estant sol amb la seva mare, Vladímir té por. Per tranquil·litzar-lo, Iefrossínia l’agafa en els seus braços i li canta la cançó del castor negre. Maliuta entra. Ofereix una copa de vi a Iefrossínia i convida Vladímir al festí del tsar. Iefrossínia hi veu l'ocasió somiada per a Piotr d'acostar-se al tsar i d'assassinar-lo. El dit de Déu s'ha expressat doncs. Però curiosament la copa és buida...
En companyia dels els seus oprítxniks, Ivan, els seus amics són cosí Vladímir fan gresca. Una tropa de ballarins i Fiódor Basmànov entonen una cançó venjadora contra els boiars. Ivan confia (falsament) la seva solitud a Vladímir que, una mica alegre però afectat, vol provar-li la seva amistat. Vladímir revela a Ivan que es projecta d'assassinar-lo. Sense adonar-se, afegeix "que ella vol" veure'l, a ell, Vladímir, revestit amb la roba de tsar. Ja que és així, Ivan imagina una pallassada. Fa revestir Vladímir amb roba de tsar i procedeix a la coronació. Tots s'inclinen respectuosament davant el fals tsar Vladímir. Després Vladímir és convidat a portar-los tots a la catedral. Ple d'aprehensió, Vladímir és al cap del llarg seguici.
A l'interior de la catedral, Piotr espera el tsar, emboscat darrere un pilar. Vladímir s'atura un moment. Piotr sorgeix i l'apunyala per l'esquena sense poder reconèixer-lo. Vladímir es desploma contra terra. Piotr és dominat. Iefrossínia sorgeix i crida victòria. Serà de curta durada. La multitud s'aparta per deixar avançar Ivan. Iefrossínia, terroritzada, es llança a terra i gira el cos. És el del seu fill Vladímir. Ivan s'apropa a Piotr i el fa detenir com a assassí d'un enemic del tsar. Tots se'n van en seguici, darrere Ivan. Juren fidelitat a la gran causa russa.
La pel·lícula s'acaba sobre una breu exhortació del tsar Ivan. Derrotats definitivament els enemics de la unitat de la terra russa, el tsar tindrà per a tasca defensar-la dels seus enemics estrangers.

## Al voltant de la pel·lícula
És una pel·lícula en blanc i negre. La pel·lícula havia d'implicar una tercera part que no va ser rodada. La segona part de la pel·lícula va ser censurada fins al 1958, Stalin se sentia senyalat.
La pel·lícula va rebre el Premi de la fotografia al Festival Internacional de Cinema de Locarno el 1946 i va ser classificat setena en les deu millors pel·lícules del cinema mundial per la crítica professional segons la revista anglesa Sight and Sound el 1962. La música d'aquesta pel·lícula ha estat composta per Serge Prokofiev. Poc després de l'estrena d'aquesta pel·lícula i sobre la base de la música que havia escrit per a S. Eisenstein, Prokofiev va compondre una cantata per a gran orquestra, cors, viola, baríton i recitador. La viola canta sobretot la  Cançó del castor  que interpreta Iefrossínia a la pel·lícula d'Eisenstein. El recitador té el doble paper de l'autor i d'Ivan.
Prokofiev ja havia col·laborat amb Eisenstein a Alexandre Nevski i n'havia fet igualment una cantata. Desgraciadament, l'èxit que havia trobat Prokofiev amb Alexandre Nevski no s'ha renovat amb la seva cantata d’Ivan el Terrible. Actor preferit de Stalin i membre del seu partit, Nikolai Txerkàssov va ser imposat a Eisenstein per a aquesta pel·lícula així com per la precedent, Ivan el Terrible

## Repartiment
- Nikolai Txerkàssov: Ivan el Terrible
- Érik Píriev: Ivan, de jove
- Liudmila Tselikóvskaia: Anastassia Romànovna, tsarina, esposa d'Ivan
- Serafima Bírman: Iefrossínia Stàritskaia, tia d'Ivan
- Ada Vóitsik: Ielena Glínskaia, mare d'Ivan
- Pàvel Kàdotxnikov: Vladímir Andréievitx, fill d'Efrossínia, cosí d'Ivan
- Mikhaïl Nazvànov: príncep Andrei Mikhàilovitx Kurbski
- Andrei Abrikóssov: Fiódor Kolitxov, boiar convertit en el metropolità Filipp
- Mikhaïl Jàrov: Maliuta Skuràtov, oprítxnik
- Amvrosi Boutchma: Aleksei Basmànov, oprítxnik
- Mikhaïl Kuznetsov: Fiódor Basmànov, fill d'Aleksei, oprítxnik
- Vsévolod Pudovkin: Nikola el Gran Barret
- Aleksandr Mguebrov: Pimen, arquebisbe de Nóvgorod
- Vladímir Balaixov: Piotr Volínets, el fanàtic
- Pàvel Massalski: Segimon, rei de Polònia.

La música ha estat composta per Serguei Prokofiev.